# Comuna de Tuczępy
Tuczępy (polaco: Gmina Tuczępy) é uma gminy (comuna) na Polónia, na voivodia de Santa Cruz e no condado de Buski. A sede do condado é a cidade de Tuczępy.
De acordo com os censos de 2004, a comuna tem 3931 habitantes, com uma densidade 46,9 hab/km².

## Área
Estende-se por uma área de 83,74 km², incluindo:
- área agrícola: 62%
- área florestal: 23%

## Demografia
Dados de 30 de Junho 2004:
|                      | Total   | Total | Mulheres | Mulheres | Homens  | Homens |
| -------------------- | ------- | ----- | -------- | -------- | ------- | ------ |
|                      | pessoas | %     | pessoas  | %        | pessoas | %      |
| População            | 3931    | 100   | 1954     | 49,7     | 1977    | 50,3   |
| Densidade (pop./km²) | 46,9    | 100   | 23,3     | 23,3     | 23,6    | 23,6   |

De acordo com dados de 2005, o rendimento médio per capita ascendia a 1 763,93 zł.

## Comunas vizinhas
- Gnojno, Oleśnica, Rytwiany, Staszów, Stopnica, Szydłów